# Traité d'Oloron (1287)
Le traité d'Oloron est un accord conclu le 27 juillet 1287 dans la ville d'Oloron entre le roi d'Aragon Alphonse III et le roi d'Angleterre Édouard Ier pour définir les conditions de libération de Charles II d'Anjou, roi de Naples (ou royaume de Sicile (péninsulaire), qui a été fait prisonnier par le roi d'Aragon à la bataille du golfe de Naples. Charles II n'a été remis en liberté que le 29 octobre 1288 après la signature du traité de Canfranc par les mêmes rois, et à la condition de laisser en Aragon trois de ses fils en otage.

## Origine du conflit entre les rois d'Aragon et les comtes d'Anjou
Depuis le règne de Frédéric II, roi de Sicile après le décès de sa mère, Constance de Hauteville, en 1198, et fils de Henri VI de la Maison de Hohenstaufen, empereur du Saint-Empire, une opposition entre Frédéric II et la papauté. Son fils, Conrad Ier, hérite du royaume de Sicile dont il confie la gestion à son demi-frère légitimé Manfred, fils de Frédéric II et de Bianca Lancia mais Conrad II doit reconquérir son royaume à partir de 1252, chasser les Lancia mais n'a pas exilé son ambitieux demi-frère, Manfred. Conrad II meurt en 1254. Manfred refuse d'abord de rendre le royaume de Sicile au fils de Conrad Ier, Conrad II ou Conradin qui n'a que deux ans à la mort de son père, et entre conflit avec le pape Innocent IV qui avait accepté d'être le protecteur de Conradin. Manfred fait passer Conradin pour mort et se fait couronner roi de Sicile en août 1258. N'ayant pu se réconcilier avec le pape, il mène une politique d'opposition à l'église et d'appui aux forces gibelines du royaume d'Italie. Manfred est excommunié. Le pape Clément IV choisit d'investir roi de Sicile Charles Ier d'Anjou, comte d'Anjou, du Maine et de Provence, frère du roi de France, Louis IX qui est couronner à Rome le 5 janvier 1266. Manfred est battu et tué au cours de la Bataille de Bénévent le 26 février 1266. Sa fille, Constance, se marie le 13 juin 1262 avec l'infant Pierre, futur Pierre III d'Aragon. Conradin tente de reprendre le royaume de Sicile, mais il est battu par les troupes françaises à la bataille de Tagliacozzo le 23 août 1268. Il s'enfuit, fait prisonnier, il est condamné à mort et exécuté à Naples le 29 octobre 1268. Les opposants à Charles d'Anjou se regroupent auprès de la couronne d'Aragon. Les Siciliens se révoltent et les Français sont massacrés en Sicile pendant les Vêpres siciliennes qui commencent fin mars 1282. Pierre III d'Aragon débarque en Sicile le 31 août 1282 et s'empare de l'île et s'en déclare roi. Alphonse III succède à son père comme roi d'Aragon le 11 novembre 1285, et son frère Jacques Ier comme roi de Sicile.
Le royaume était divisé en deux :
- le royaume de Sicile, gouverné par Pierre III d'Aragon et Constance de Sicile .
- le royaume de Naples, dirigé par Charles Ier d'Anjou.

## La rencontre d'Oloron
La Chronique de Ramon Muntaner fait le récit des négociations entre le pape, le roi de France qui demandent de faire la paix et de la libérer de Charles II d'Anjou, et le roi d'Aragon. En 1286, l'envoyé du pape est Boniface de Salamandrana propose à Alphonse III de se marier à une fille à Charles II. Pendant ces négociation, Jean Ier de Grailly, sénéchal de Gascogne, est arrivé à Barcelone pour proposer que le roi d'Aragon se marie avec sa fille, Aliénor d'Angleterre, en lui promettant d'intervenir comme médiateur entre lui, la papauté, le roi de France et le roi Charles pour lui obtenir une paix avantageuse. Le roi d'Aragon préféra se rapprocher du roi d'Angleterre. Boniface de Salamandrana et Jean de Grailly se sont alors rencontré à Barcelone. Après avoir pris congé du roi d'Aragon, Boniface de Salamandrana est retourné auprès du roi de France et du pape et Jean de Grailly auprès du roi d'Angleterre pour leur faire part du résultat de leurs discussions.
La rencontre d'Oloron entre les deux rois a commencé par de brillantes fêtes données pendant huit jours par le roi d'Angleterre au roi d'Aragon. Après ses fêtes, le roi d'Aragon a signé l'engagement de se marier avec la fille du roi d'AngleterreL La fête continue à l'initiative du roi d'Aragon après les fiançailles. Puis les deux rois se sont réunis avec leurs conseils, Boniface de Salamandra et Jean Ier de Grailly pour discuter des conditions de libération de Charles II d'Anjou. La dernière réunion à Oloron a eu lieu le 27 juillet 1287.
La libération de Charles II d'Anjou n'a pas été libéré immédiatement mais a dû attendre l'avis des principales villes de la Couronne d'Aragon pour ratifier les accords : Barcelone, Cervera, Gérone, Huesca, Lérida et Montblanc.
Le traité d'Oloron n'est pas accepté par le roi de France et Charles II d'Anjou. Ce n'est qu'après la signature du traité de Canfranc, semblable au traité d'Oloron que Charles II d'Anjou peut se faire couronner roi de Naples le 29 mai 1289.